# Институт по катализ
Институтът по катализ е научно звено в научно-изследователското направление по нанонауки, нови материали и технологии на Българската академия на науките. Институтът извършва фундаментални и приложни изследвания на каталитични реакции и процеси, на техните кинетични закономерности. Разработва и внедрява технологии за производство на катализатори. Създават се нови каталитични материали с регулирана структура и свойства за получаване на алтернативни горива и чист водород от природни и възобновяеми ресурси.